# Háje nad Jizerou
Háje nad Jizerou é uma comuna checa localizada na região de Liberec, distrito de Semily.